# Slab Point
Slab Point är en udde i Antarktis. Den ligger i Sydshetlandsöarna. Argentina, Chile och Storbritannien gör anspråk på området.
Terrängen inåt land är platt åt nordost, men söderut är den kuperad. Havet är nära Slab Point norrut. Trakten är glest befolkad. Närmaste befolkade plats är St. Kliment Ohridski Base, 19,5 kilometer sydväst om Slab Point. 